# Українське Православне Слово
«Українське Православне Слово» — місячник Української Православної Церкви в США.
Виходить з 1950, спершу в Нью-Йорку, з 1951 у Баунд-Бруку; фактичний редактор митрополит Мстислав Скрипник, співредактор Ю. Бобровський. Містить інформацію і статті на церковні та суспільно-громадські теми; у числі співробітників: І. Власовський, о. Ф. Кульчинський, Є. Бачинський, В. Завітневич, П. Ковалів та інші.